# Allierades propagandafilmer under andra världskriget
Allierades propagandafilmer under andra världskriget, och kort därefter producerade många av de allierade länderna, utöver alla privatproducerade spelfilmer, genom statliga eller halvstatliga organ propaganda- och utbildningsfilmer både för hemlandet och för en utländsk marknad.
En av 1900-talets nya tekniker var filmen och den kom att användas i propagandasyften, inte bara av de allierade utan också i allra högsta grad av det tyska Propagandaministeriet för allmänhetens upplysning och propaganda; som producerade Nazistiska propagandafilmer för Tredje rikets räkning. På bägge sidor producerades propagandafilmer avsedda såväl för militären som för allmänheten. Avsikten kunde vara att samla stöd för krigsinsatsen eller påverka opinionen i en specifik fråga. Man uppvaktade biopubliken med hjälp av olika slagord som riktade sig direkt till folkets känslor.
Vid sidan av dokumentärfilmer spelade också spelfilmen en roll i den filmiska propagandasatsningen och dessa kunde beröra olika ämnen och vara i genrer så som dramer, krigsfilm, biografisk film, actionfilm, thrillers samt komedier. I filmerna kunde populära filmstjärnor medverka, som skådespelare eller berättare, däribland George Formby, James Stewart, Spencer Tracy, Ronald Reagan, Clark Gable, Helan och Halvan samt James Cagney.

## Filmer (i urval)
- 1939 – The Lion Has Wings (regi Adrian Brunel, Brian Desmond Hurst, Michael Powell, Alexander Korda)
- 1940 – London Can Take It! (regi Humphrey Jennings och Harry Watt)
- 1942 – Der Fuehrer's Face (Walt Disney Productions)
- 1942 – The Battle of Midway (regi John Ford)
- 1942 – It's Everybody's War
- 1942 – Winning Your Wings
- 1942 – The Tree in a Test Tube
- 1943 – You, John Jones! (regi Mervyn LeRoy)
- 1943 – Victory Through Air Power (Walt Disney Productions)
- 1944 – Aventure Malgache (regi Alfred Hitchcock)
- 1944 – Hymn of the Nations (regi Alexander Hammid)
- 1944 – It's Your War Too
- 1944 – The Memphis Belle: A Story of a Flying Fortress (regi William Wyler)
- 1945 – Combat America
- 1945 – Death Mills (regi Billy Wilder)
- 1945 – Here Is Germany (regi Frank Capra)
- 1945 – Hollywood Victory Caravan (regi William D. Russell)
- 1945 – Mr. and Mrs. America
- 1945 – The True Glory (regi Garson Kanin och Carol Reed)
- 1945 – Why We Fight: War Comes to America (regi Frank Capra)
- 1945 – Your Job In Germany (regi Frank Capra)
- 1947 – Don't Be a Sucker!